# Gustave-Henri-Julien Baldaquin de Grandpieu
Le baron Gustave-Henri-Julien Baldaquin de Grandpieu est un personnage de fiction, l'un des protagonistes d'une série de quatre nouvelles d'Alphonse Allais qui font partie du recueil Plaisir d'Humour.
Le baron Gustave-Henri-Julien Baldaquin de Grandpieu, dont le nom forme, comme se plaît à faire remarquer l'auteur, « un des plus jolis alexandrins dont puisse s'honorer la poésie d'un grand pays comme le nôtre » est présenté comme un hobereau d'une quarantaine d'années, récemment tombé amoureux d'une jeune Bavaroise, « même pas au chocolat, car ce fut à un five o' clock tea qu'il la connut ».

## Un personnage de nouvelles
Un curieux point de droit criminel et Le crime enfin récompensé narrent les circonstances de la tentative d'assassinat du baron par Valentin, son « fidèle jardinier ». 
Une belle cause et Suite et fin d'une « belle cause » reprennent la plaidoirie de maître Letocquard, avocat de Valentin, qui obtient brillamment son acquittement.